# Říčky (okres Brno-venkov)
Říčky jsou obec v okrese Brno-venkov v Jihomoravském kraji. Rozkládají se v Křižanovské vrchovině, v katastrálním území Říčky u Brna. Žije zde 423 obyvatel.

## Historie
První písemná zmínka o obci pochází z roku 1358. Na začátku 17. století měla obec 7 domů, po třicetileté válce z nich byly obydlené pouze 3. Roku 1834 zde bylo již 21 domů a 145 obyvatel.
Od 50. let 20. století do roku 1990 byly Říčky součástí Domašova.
V letech 2006–2010 působila jako starostka Ludmila Fišerová, v letech 2010–2018 Eva Vítková a v letech 2018–2022 Jiří Štěpánek.

## Obyvatelstvo
| Rok            | 1869 | 1880 | 1890 | 1900 | 1910 | 1921 | 1930 | 1950 | 1961 | 1970 | 1980 | 1991 | 2001 | 2011 | 2021 |
| -------------- | ---- | ---- | ---- | ---- | ---- | ---- | ---- | ---- | ---- | ---- | ---- | ---- | ---- | ---- | ---- |
| Počet obyvatel | 226  | 184  | 213  | 241  | 253  | 236  | 270  | 254  | 277  | 259  | 220  | 246  | 247  | 334  | 420  |
| Počet domů     | 24   | 24   | 27   | 28   | 31   | 31   | 44   | 62   | 65   | 68   | 68   | 77   | 94   | 114  | 150  |

Vývoj počtu obyvatel

## Pamětihodnosti
- Kaplička
- Deska padlým občanům v první a druhé světové válce

## Doprava
Územím obce prochází dálnice D1 a silnice II/602 v úseku Ostrovačice - Říčky - Velká Bíteš.

## Společenský život
Samospráva obce od roku 2016 vyvěšuje 5. července moravskou vlajku.